# 王怀祖 (西语翻译家)
王怀祖（1934年—2018年8月27日），男，江苏徐州人，中国翻译家，教授。曾经为毛泽东、周恩来、朱德等国家领导人做过西班牙语特约翻译。1989年因六四事件未归国而被北外除名，此后常年居住在巴塞罗那。2018年在北京去世。

## 生平
1934年生于江苏徐州。抗美援朝时期参加了军事干部学校，被分配到隶属于外交部的北京外国语学院。在校学习了两年英语，三年半西语。1956年夏毕业。在短暂回老家徐州探亲后，随即收到学校的返校电报，要求他在西苑宾馆中共八大翻译处报到。他的工作是担任毛泽东的西语同声传译。在八大闭幕式之后，中央领导同志接见全体工作人员时，他第一次和毛泽东握手，而且前后一共握了两次。
之后，他在北京外语学院西语系任教，先后担任过基础课、语法课、口笔译课、报刊课的教学工作。历任北外西语系副主任，教务处副处长和图书馆馆长。1986年被评为教授，是最早被评为西语教授的四人之一。
1966年文化大革命爆发，学校被迫停课，他被下放到湖北省长江边的一个农场。1975年到1983年，他在中央编译局工作，参与毛泽东和周恩来选集，以及“两会”文件的西文翻译定稿工作。
1989年受西班牙皇家语言学院院长的邀请，以访问学者身份访问西班牙。同年受聘在巴塞罗那自治大学翻译系任教。由于1989年六四事件的影响，北外通知他“逾期未归，予以除名”，这是无国家法律依据的“除名”。2000年应邀回国，参加“参干50周年纪念活动”。
北京时间2018年8月27日晚9点29分去世。遗体告别仪式于2018年8月31日上午7点至8点在八宝山革命公墓举行。

## 主要作品
- 王怀祖. . 外教社中国文化汉外对照丛书. 上海外语教育出版社. 2013年3月. ISBN 9787544629287.
- 王怀祖.  第1版. 上海外语教育出版社. 2017年1月. ISBN 9787544647465.